# When You Tell Me That You Love Me
«When You Tell Me That You Love Me» (с англ. — «Когда ты говоришь, что любишь меня») — песня, записанная американской певицей Дайаной Росс для её восемнадцатого студийного альбома The Force Behind the Power в 1991 году. Авторами песни стали Альберт Хаммонд и Джон Беттис, спродюсировал запись Питер Ашер.

## Коммерческий приём
Песня была выпущена в качестве лид-сингла из альбома 20 августа 1991 года. В США песня смогла подняться до 26 места в чарте Adult Contemporary и до 37 в Hot R&B Singles, в то время к Европе песня была более успешной, заняв вторую строчку в чарте Великобритании и войдя в пятёрку лучших чартах Ирландии и Нидерландов. В британском чарте песня не смогла занять первое место (в том числе и в «рождественскую неделю») из-за переиздания супер-хита «Bohemian Rhapsody» группы Queen. В той же Великобритании сингл имеет серебряную сертификацию за более чем 200 000 проданных копий.

## Музыкальное видео
Музыкальное видео представляет собой компиляцию из концертного выступления Росс с данной песней и её семейным фотоархивом.

## Чарты
| Чарт (1991-92)                        | Пиковая позиция |
| ------------------------------------- | --------------- |
| Австралия (ARIA)                      | 83              |
| Бельгия/Фландрия (Ultratop 50)        | 23              |
| Канада (RPM Adult Contemporary)       | 34              |
| Ирландия (IRMA)                       | 4               |
| Нидерланды (Single Top 100)           | 4               |
| Нидерланды (Dutch Top 40)             | 6               |
| Польша (LP3)                          | 28              |
| Великобритания (OCC UK Singles)       | 2               |
| США (Billboard Adult Contemporary)    | 26              |
| США (Billboard Hot R&B/Hip-Hop Songs) | 37              |

| Чарт (1991)                       | Позиция |
| --------------------------------- | ------- |
| Великобритания (UK Singles Chart) | 17      |
| Чарт (1992)                       | Позиция |
| Нидерланды (Single Top 100)       | 44      |

## Сертификации и продажи
| Регион                                                      | Сертификация | Продажи  |
| ----------------------------------------------------------- | ------------ | -------- |
| Великобритания (BPI)                                        | Серебряный   | 200 000^ |
| ^ Данные о тиражах приведены только на основе сертификации. |              |          |

## Версия Хулио Иглесиаса

### С Долли Партон
Песня была записана в форме дуэта Долли Партон и Хулио Иглесиаса для альбома Crazy в 1994 году. В качестве сингла песня была выпущена в том же 1994 году, она сумела попасть в чарты Нидерландов и Бельгии. Партон включила эту песню в свой четырёх дисковой компиляционный бокс-сет The Tour Collection.

#### Музыкальное видео
Музыкальное видео было снято режиссером Джоном Хопгудом для сингла в замке Охека на северном побережье Лонг-Айленда. Тонированный сепией клип изображает Иглесиаса и Партон, поющих в разных комнатах и ожидающих свидания друг с другом, а также параллельно любовную сцену с участием молодой пары.

#### Чарты
| Чарт (1995)                    | Пиковая позиция |
| ------------------------------ | --------------- |
| Бельгия/Фландрия (Ultratop 50) | 35              |
| Нидерланды (Single Top 100)    | 45              |
| Нидерланды (Tipparade)         | 13              |

### С Коко Ли
В 1998 году Иглесиас перезаписал дуэт с китайской певицей Коко Ли и выпустил его как сингл, чтобы продвинуть свой сборник My Life: The Greatest Hits. На песню вновь был выпущен музыкальный клип, в котором Иглесиас и Ли поют вместе песню в студии звукозаписи, а параллельно показывают Ли, гуляющую по городу, в конце видео Иглесиас и Ли садятся за ужин при свечах. К слову, в сборник таки была включена не версия с Коко Ли, а версия с Партон.

## Версия Westlife
Кавер версия песни группы Westlife при участии Дайаны Росс была записана в 2005 году для шестого студийного альбома бэнда Face to Face. Сингл достиг второй строчки в британском сингловом чарте, уступив всего 171 экземпляр чарттопперу. Песня стала 39-м самым продаваемым синглом 2005 года в Великобритании. В 1991 году Дайана также не смогла возглавить британский чарт, достигнув пика на втором месте, также сингл не смог возглавить чарт в рождественскую неделю. В Ирландии и Шотландии песня также добралась до второй строчки.

### Музыкальное видео
В видео представлены Westlife и Росс, поющие на сцене вместе. Члены Westlife одеты в темные костюмы, в то время как Росс одета в длинное белое платье, а позже — в золотое платье. Неиспользованные кадры с Росс группа использовала в качестве бэкдропов на своих концертах.

### Список композиций
UK CD1
1. «When You Tell Me That You Love Me» (Single Mix) — 4:10
2. «White Christmas» — 2:24
3. «The Way You Look Tonight» (Westlife Only Version) — 3:09

UK CD2
1. «When You Tell Me That You Love Me» (Single Mix) — 4:10
2. «If I Let You Go» (Acoustic Version) — 3:39

### Чарты
| Чарт (2005)                               | Пиковая позиция |
| ----------------------------------------- | --------------- |
| СНГ (TopHit)                              | 186             |
| Ирландия (IRMA)                           | 2               |
| Нидерланды (Single Top 100)               | 45              |
| Румыния (Romanian Top 100)                | 80              |
| Шотландия (OCC Scotland)                  | 2               |
| Великобритания (OCC UK Singles)           | 2               |
| Великобритания (OCC UK Singles Downloads) | 35              |